# Robert Manzon
Pas d'image ? Cliquez ici
Robert Manzon, né le 12 avril 1917 à Marseille et mort le 19 janvier 2015 à Cassis (Bouches-du-Rhône), est un ancien pilote automobile français. Il s'est illustré lors des premières années du championnat du monde de Formule 1 (de 1950 à 1956), avec deux podiums comme meilleurs résultats.
Depuis le décès de José Froilán González, il était le dernier survivant de la première saison de Formule 1 et le dernier survivant des mousquetaires qu'il formait avec Maurice Trintignant, André Simon et Jean Behra. Depuis le 31 mai 2012 et la mort de Paul Pietsch, il était également le doyen des pilotes de Formule 1.

## Biographie
Il fait ses débuts en sport automobile en 1946, participant notamment à la Coupe des Alpes sur une Simca 8, où il est le meilleur de la catégorie 1 100 cm3 avec le minimum de points de pénalités (100),.
En 1947, à 30 ans, Robert Manzon fait ses débuts en circuit, sur une Cisitalia D46. Il réalise plusieurs coups d'éclat dans des épreuves nationales (2e place à Angoulême derrière Eugène Martin pour sa deuxième apparition en compétition) ce qui lui vaut en fin d'année d'être incorporé à l'équipe d'usine Gordini. En 1948 et 1949, au volant de la Gordini, Manzon confirme qu'il est l'un des meilleurs pilotes français mais ne parvient pas à étoffer son palmarès à cause du manque de fiabilité de sa monture. Il est cependant le premier triple vainqueur d'après guerre de la course de côte du Mont Ventoux sur Simca-Gordini, en 1948 (modèle T11), 1950 (T15), et 1952 (T15). Il remporte également le Bol d'or automobile en 1949, une course de 24 heures réservée aux 1.1L., sur Simca Gordini Coupé.
En 1950, le championnat du monde de Formule 1 est créé et les Gordini sont de la partie, même si elle s'avèrent rapidement incapables de rivaliser avec les Alfetta ainsi qu'avec les Ferrari et Maserati. Absent du Grand Prix d'ouverture à Silverstone, Manzon fait ses débuts à Monaco où il est victime comme beaucoup du carambolage du premier tour. C'est à l'occasion du Grand Prix de France qu'il inscrit, grâce à une quatrième place, ses seuls points de l'année.
Après une saison 1951 désastreuse, ponctuée de nombreux abandons et sans la moindre arrivée dans les points (14 abandons en 23 courses) Manzon connaît un début d'année 1952 à nouveau frappé du sceau de la malchance, avec de nombreuses belles performances (comme au Grand Prix de Suisse où il lutte avec le futur vainqueur Piero Taruffi ou en catégorie sport aux 24 Heures du Mans où il domine la course avec son équipier Jean Behra) gâchées par des soucis mécaniques. La chance tourne enfin en Belgique où une cascade d'abandons parmi les favoris lui permet de décrocher la troisième place. Durant la deuxième moitié de saison, il décroche de nouvelles places d'honneur et termine le championnat à la sixième place. Manzon a surtout séduit en étant l'un des rares pilotes du plateau capable de se mêler ponctuellement à la lutte avec les Ferrari. En catégorie Sport, Manzon remporte l'épreuve monégasque alors qu'il part dernier, cette victoire reste un fait historique puisqu'aucun pilote à part lui n'a réussi un tel exploit sur le circuit monégasque. Il gagne aussi les Coupes du Salon en octobre, sur la T15S 2.3L.
Les performances à la hausse des Gordini en 1952 sont porteuses d'espoir pour 1953 mais dès l'épreuve d'ouverture en Argentine, alors que Manzon est en lice pour un podium, la fragilité chronique des Gordini se rappelle à lui sous la forme d'une roue baladeuse. Particulièrement courroucé par l'incident (c'est la troisième fois depuis qu'il est chez Gordini qu'il perd une roue), Manzon claque la porte de l'écurie. Sans volant en Formule 1, c'est en catégorie "sport" chez Scuderia Lancia qu'il passe la saison 1953 (troisième au circuit de Marrakech en avril, et deuxième de la « Coppa Inter-Europa » en septembre sur l'Aurelia), avant de revenir à la F1 en 1954 au volant d'une Ferrari privée. Il décroche, au Grand Prix de France, le deuxième podium de sa carrière. En Sport, il termine troisième du RAC Tourist Trophy en 1954 sur Lancia D24, puis de la Targa Florio en 1955 sur Ferrari 860 Monza (les deux fois avec son ami Eugenio Castellotti). En 1955, Manzon retourne chez Gordini, mais les monoplaces bleues sont désormais totalement dépassées, et après deux années sans le moindre résultat notable en Formule 1 il met un terme à sa carrière, après cependant deux victoires hors championnat, à Naples, et à Pescara, sur la T16 puis la T15S.
En six participations consécutives aux 24 Heures du Mans entre 1950 à 1956, il n'est jamais parvenu à franchir la ligne d'arrivée, bien que toujours associé à des pilotes francophones de renom (successivement Maurice Trintignant, Jean Behra, Louis Chiron, André Simon, Louis Rosier, et Jean Guichet).
En mars 2004, Robert Manzon est de la Rétrospective du Grand Prix d'Aix les Bains. Une épreuve à laquelle il a participé quatre fois. À cette occasion, il retrouve sa voiture, une Ferrari F2 212, pour participer à la parade. Il reprend encore le volant d'une Gordini pour le Grand Prix de Marseille Historique en 2008. Il s'était retiré à Cassis.

## Résultats en championnat du monde de Formule 1
| Saison | Écurie                         | Châssis                         | Moteur                | Pneus     | GP disputés | Points inscrits | Classement |
| ------ | ------------------------------ | ------------------------------- | --------------------- | --------- | ----------- | --------------- | ---------- |
| 1950   | Équipe Gordini                 | Simca Gordini Type 15           | Gordini L4 compressé  | Englebert | 3           | 3               | 17e        |
| 1951   | Équipe Gordini                 | Simca Gordini Type 15           | Gordini L4 compressé  | Englebert | 4           | 0               | Nc.        |
| 1952   | Équipe Gordini                 | Gordini Type 16                 | Gordini L6            | Englebert | 7           | 9               | 6e         |
| 1953   | Équipe Gordini                 | Gordini Type 16                 | Gordini L6            | Englebert | 1           | 0               | Nc.        |
| 1954   | Écurie Rosier Scuderia Ferrari | Ferrari 625 Ferrari 553         | Ferrari L4            | Pirelli   | 5           | 4               | 15e        |
| 1955   | Équipe Gordini                 | Gordini Type 16                 | Gordini L6            | Englebert | 3           | 0               | Nc.        |
| 1956   | Équipe Gordini                 | Gordini Type 16 Gordini Type 32 | Gordini L6 Gordini L8 | Englebert | 5           | 0               | Nc.        |